# Tim Lee Carter

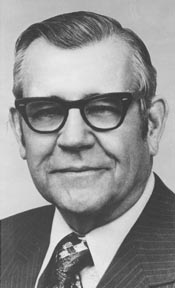
Tim Lee Carter

Tim Lee Carter  (* 2. September 1910 in Tompkinsville, Monroe County, Kentucky; † 27. März 1987 in Glasgow, Kentucky) war ein US-amerikanischer Politiker. Zwischen 1965 und 1981 vertrat er den Bundesstaat Kentucky im US-Repräsentantenhaus.

## Werdegang
Tim Carter besuchte die öffentlichen Schulen seiner Heimat und danach bis 1934 das Western Kentucky State College. Anschließend studierte er bis 1937 an der University of Tennessee. Nach einem Medizinstudium wurde er als Arzt zugelassen. Während des Zweiten Weltkrieges war er als Militärarzt bei einer Infanterieeinheit eingesetzt. Danach arbeitete er bis 1964 als Arzt in Tompkinsville.
Carter war Mitglied der Republikanischen Partei. Bei den Kongresswahlen des Jahres 1964 wurde er im fünften Wahlbezirk von Kentucky in das US-Repräsentantenhaus in Washington, D.C. gewählt, wo er am 3. Januar 1965 die Nachfolge von Eugene Siler antrat. Nach sieben Wiederwahlen konnte er bis zum 3. Januar 1981 acht zusammenhängende Legislaturperioden im Kongress absolvieren. In diese Zeit fielen unter anderem das Ende des Vietnamkrieges und die Watergate-Affäre. Carter hatte sich schon früh für einen Truppenrückzug aus Vietnam eingesetzt. Er war auch einer der ersten republikanischen Kongressabgeordneten, die am Plan einer bundesweiten Krankenversicherung arbeiteten. Carter war auch Mitglied der sogenannten Shafer-Kommission, die sich mit Drogenproblemen befasste.
1980 verzichtete Carter auf eine weitere Kandidatur. In den folgenden Jahren bis zu seinem Tod war er noch auf lokaler Ebene politisch tätig. Er starb am 27. März 1987 in Glasgow und wurde in Tompkinsville beigesetzt.